# حسین علی (بازیکن فوتبال)
حسین علی (انگلیسی: Husain Ali؛ زاده ۱۱ فوریهٔ ۱۹۸۲) یک بازیکن فوتبال در پست مهاجم اهل بحرین است.

## باشگاهی
از باشگاه‌هایی که در آن بازی کرده‌است می‌توان به باشگاه ورزشی المحرق، باشگاه ورزشی الریان، باشگاه ورزشی الغرافه و باشگاه ورزشی ام صلال اشاره کرد.

## تیم ملی
وی همچنین در تیم ملی فوتبال بحرین بازی کرده است.